# Утим, Кассем
Кассем Утим (англ. Cassam Uteem, род. 22 марта 1941, Порт-Луи, Маврикий) — маврикийский политический и государственный деятель, президент Маврикия с 30 июня 1992 года по 15 февраля 2002 года.

## Биография
Родился 22 марта 1941 в мусульманской семье в Порт-Луи, Закончил Парижский VII университет со степенью бакалавра в области искусства и степенью магистра в области психологии.
Рано начал участвовать в политической жизни Маврикия, как на уровне коммун, так и на национальном уровне. Как лидер молодёжного и социального движения он принимал участие в работе местных общин, и в начале семидесятых годов присоединился к Маврикийскому боевому движению, став спустя некоторое время заместителем лидера партии. В 1969 году на муниципальных выборах Утим был избран советником города Порт-Луи. Он работал на этой должности в течение нескольких лет и в 1986 году стал лорд-мэром города.
В 1976 году Кассем Утим был избран членом парламента и последовательно переизбрался в 1982, 1983, 1987 и 1991 годах. С 1982 по 1983 год занимал пост министра занятости, социального обеспечения и национальной солидарности, с 1990 по 1991 год — вице-премьер-министр и министр промышленности и промышленных технологий. Также занимал пост председателя Комитета по государственным счетам.
30 июня 1992 года Утим был избран президентом Маврикия, и переизбран в 1997 году на второй 5-летний срок. Когда в феврале 1999 года произошли беспорядки на религиозной и этнической почве, сыграл важную роль в урегулировании конфликта, совместно с лидерами католической общины.
15 февраля 2002 года он подал в отставку после отказа подписать спорный антитеррористический законопроект, по его мнению дающий недопустимо широкие полномочия национальной полиции и армии. Его срок закончился бы в июне 2002 года. Новым президентом стал Ангиди Четтьяр, однако и он ушёл в отставку через несколько дней по тем же причинам.
В начале 2008 года был кандидатом на должность Председателя Комиссии Африканского союза, но снял свою кандидатуру до голосования.
В сентябре 2013 года участвовал в Подготовительной встрече высокого уровня Международного центра Низами Гянджеви и Мадридского клуба.
Член Мадридского клуба, совета директоров Международного института демократии и содействия выборам в Швеции, член Высшего Совета Франкофонии, международного жюри Премии ЮНЕСКО по образованию в интересах мира и основатель Фонда глобального лидерства (GLF).
Почетный доктор Университета Маврикия, Букингемского университета (Великобритания), Университета Экс-ан-Прованса (Франция), Университета Антананариву (Мадагаскар), и Джамия Милла Исламия университета в Дели (Индия).